# Алкохолизъм
Алкохолизмът е болест, при която човек се намира в състояние на физическа и психическа зависимост от алкохола, което води до промени в психиката на болните, нарушено функциониране на обмяната на веществата и увреждания на много органи в организма.
Алкохолната зависимост възниква бавно, обикновено при повече от 10-15-годишна злоупотреба при мъжете и доста по-бързо при жените и младите хора. Характеризира се със социална дезадаптация, често насилие в семейството и впоследствие разтрогването му. Болните запускат външния си вид, отпадат от работа.

## Нормативна уредба
Алкохолът е достъпен и разрешен за употреба от пълнолетни лица, както и лесен за изготвяне в домашни условия, така че рискът от привикване и пристрастяване към ежедневната му употреба е един от тежките проблеми на съвременното общество.
Освен моралните негативи, алкохолиците често са обект и на нормативни ограничения. Така например член 5-и от Конвенцията за защита на правата на човека и основните свободи гласи:
1. Всеки има право на свобода и сигурност. Никой не може да бъде лишен от свобода освен в следните случаи и само в съответствие с процедури, предвидени от закона:
- е) законно лишаване от свобода на лице с цел да се предотврати разпространението на инфекциозни болести, както и на душевноболни лица, алкохолици, наркомани или скитници;

## „Анонимни алкохолици“
Основна статия: Анонимни алкохолици
През 1935 г. в Америка двама алкохолици създават организацията „Анонимни алкохолици“ (АА). Нейната цел е повече алкохолици да се научат да живеят без алкохол. През 1951 г.  на организацията е присъдена наградата „Ласкер“.
Част от текста на почетната грамота гласи:
„Американската асоциация по здравеопазване присъжда наградата „Ласкер“ за 1951 г. на организацията „Анонимни алкохолици“ като признание за уникалния и много успешен подход на лечение на този вечен здравен и социален проблем, алкохолизма...
С приемането на алкохолизма като заболяване се изтрива позорното социално клеймо, свързано с това състояние.